# Jeanne Martin Cissé
Jeanne Martin Cissé, (Kankan, 6 de abril de 1926-Conakry, 21 de febrero de 2017) fue una maestra, política y diplomática guineana. Fue una de las primeras maestras del país. En noviembre de 1972 se convirtió en la primera mujer en presidir el Consejo de Seguridad de Naciones Unidas representando a Guinea, miembro no permanente del Consejo de Seguridad. Asumió el ministerio de Asuntos Sociales de Guinea durante el régimen de Sekou Touré. Fue una de las fundadoras y la primera Secretaría General de la Unión Panafricana de Mujeres desde su creación en 1962 hasta 1974. La organización tenía el objetivo de fomentar la igualdad en los estados africanos, erradicar la violación de los derechos humanos e impulsar la lucha de las mujeres para participar en la toma de decisiones en política, economía, cultura y espacios sociales. Fue la primera mujer Vicepresidenta de la Asamblea Nacional de Guinea. También participó en los trabajos de la Organización para la Unidad Africana de 1964 a 1972.

## Biografía

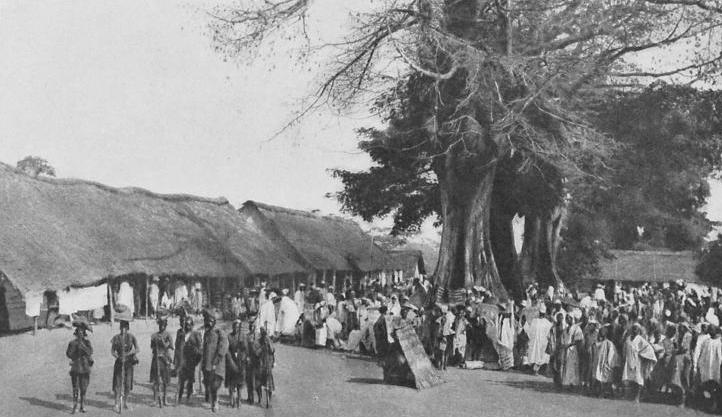
Mercado Kankan en 1912

La mayor de siete hermanos, nació el 6 de abril de 1926 en Kanka, la segunda ciudad más importante de Guinea situada en el país malinké en un medio de funcionarios instruidos y familiares de la escuela colonial. Su padre era mestizo, Darricau Martin, empleado de PTT, la empresa francesa de correos, telegrafía y telefonía. Era descendiente por parte de madre de una familia mandinga. Su madre Damaye Soumah, era partera diplomada en la escuela de medicina de AOF en 1923 y provenía de una familia de etnia sosso. La mayor de siete hermanos accedió a la escuela a los cinco años dado que una pareja de funcionarios en los años 1930 tanto chicos como chicas se asumía como una adaptación necesaria a las transformaciones introducidas por la dominación colonial. Jeanne se formó en su ciudad natal, Kankan y, en 1940 fue admitida en la escuela normal de Rufisque, en Senegal, en un internado, lejos de su país de origen. Es el momento, recuerda Jeanne de la toma de conciencia política y del nacimiento de sentimiento panafricano al que se mantendrá fiel a lo largo de su vida. Por entonces la Escuela Normal estaba dirigida por Germaine Le Goff, cuyo proyecto educativo tenía entre sus objetivos hacer de las adolescentes futuras maestras conectadas con su africanidad, preocupadas por la situación de las mujeres y pioneras de una algunos avances, incluso si una lógica colonial permanece subyacente con, por ejemplo, el uso exclusivo de la lengua francesa. La voluntad de Le Goff fue también el de borrar los diferentes diferentes territorios de donde provenían las estudiantes para promover un enfoque panafricano: «éramos veintiséis en nuestra promoción» explicó Jeanne Martin Cissé años después, «hablábamos de África».

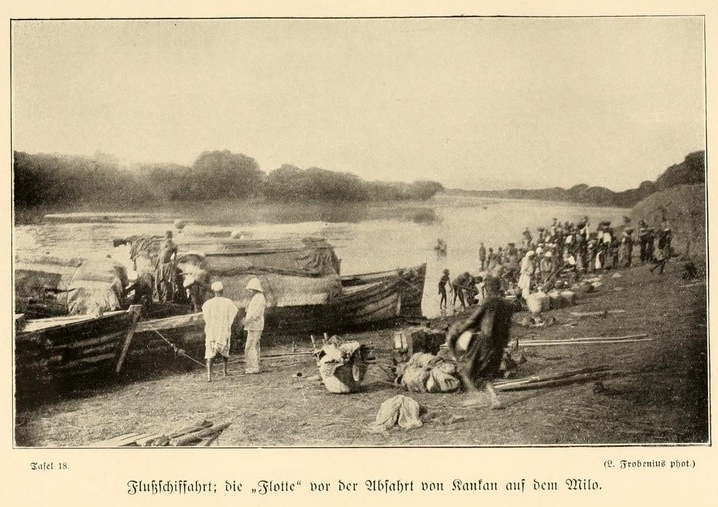
Expedición alemana de principios del siglo XX en Kankan a orillas del Milo

Con su diploma en la mano, empezó su carrera de maestra en Kankan de 1944 a 1946 y después en Conakry de 1946 a 1949. De 1954 a 1958 fue directora de escuela.  En 1946 se casó con Mohamed Camara, un inspector de policía al que no conocía, respetando la decisión de su familia. Su marido, funcionario en Dakar, era militante de la sección senegalesa de la RDA y organiza reuniones en casa. En un principio le molesta pero posteriormente empieza a tomar interés por las actividades del partido.
Alentada por su esposo y por una amiga de Rufisque, Sarata Diané, se convirtió en miembro de la Unión du Mandé en 1946, una asociación regional. Al final de la Segunda Guerra Mundial, sin entrar realmente en un proceso de descolonización, la segunda asamblea constituyente francesa finalizó en octubre de 1946, se constituye la IV República francesa y en ese marco institucional se creó la Unión Francesa, agrupando la metrópoli, los departamentos y territorios de ultramar, los territorios bajo mandato y los Estados bajo protectorado . Al mismo tiempo, en las antiguas colonias de África Occidental, surge el Rassemblement Démocratique Africain (RDA) (Reagrupamiento Democrático Africano) con el objetivo de unir los movimientos regionales en una lógica panafricana. Jeanne Martin comenzó a frecuentar, la comunidad de funcionarios públicos interesados en la política. Junto a Sarata Diané y Fatou Aribot fue elegida en la primera dirección sindical de enseñantes de Guinea. Ninguna mujer fue enviada a Bamako con ocasión de la RDA en 1946 pero según Jeanne Martin, Fatou Aribot participó como observadora. En casa de Sarat Diané, Jeanne Martin frecuenda a Madeïra Keïta y Sékou Touré entonces sindicalista de la empresa de comunicaciones francesa, PTT. Durante sus conversaciones Touré anima a Jeanne y a sus amigas a la acción política citándoles el ejemplo de las mujeres de Indochina, criticando a las guineanas intelectuales demasiado timoratas para su gusto. A finales de 1946, estando embarazada de tres meses, su marido falleció en un accidente de tráfico. Cambia su centro de trabajo y es asignada a Conakry. Tras numerosas dudas se adhiere en diciembre de 1947 a la unió al RDA en diciembre de 1947. 
En 1948, se volvió a casar, con Ansoumane Touré, uno de los fundadores del Partido Democrático de Guinea (PDG) dirigido por Sékou Touré. En 1949, se instaló en Dakar acompañando a su marido, funcionario, trasladado a Senegal. Allí, ambos continuaron en política y se unieron a la Unión Democrática Senegalesa (UDS), afiliada al Partido Comunista Francés, constituyendo una de las ramas del  RDA.  

### Activista por los derechos de las mujeres
En diciembre de 1949 crean la sección femenina de la RDA. Junto a Jeanne están Nankoria Kourouma, Sarata Diané o Mariana Kourouma. El grupo reúne a un centenar de mujeres pero la sección no se mantiene durante mucho tiempo porque las mujeres acaban siguiendo a sus maridos en los desplazamientos. 
Sékou Touré, que viaja a menudo a Senegal y se encuentra con frecuencia con Jeanne y su marido, la convence para que represente a las mujeres senegalesas de la UDS-RDA en el congreso de la Federación Democrática Internacional de Mujeres (FIDF), en Asnières en 1954. Fue la primera ocasión en la Jeanne realizó un viaje a Europa, en este caso con su hija recién nacida. Conecta con sus primeras redes de mujeres a escala internacional, Ransone Kuti de Nigeria, Eugénie Cotton presidenta de la FIDF o Fanny Edelman de Argentina. A su regreso asume el liderazgo de la Unión de Mujeres del Senegal (Union des Femmes du Senegal (UFS) de 1954 a 1958. En un principio apolítica e independiente del partido aunque la asociación de manera progresiva asume luchas políticas. 
En 1958, volvió a realizar otros dos viajes, al congreso de la FIDF en Viena y luego a Pekín invitada por la Federación Nacional de Mujeres Chinas, donde regresa vía Moscú. Regresó a Guinea después del NO del país en el referéndum constitucional francés de septiembre de 1958: su marido, como todos los funcionarios guineanos, tuvo que abandonar Senegal y fue nombrado director del ministro de Salud de la nueva República de Guinea, que se había independizado. Sékou Touré estaba al frente del país y convirtió al Partido Democrático de Guinea (PDG) en el único partido del régimen  . 
En julio de 1959 participó con algunas delegadas guineanas, entre ellas Loffo Camara, en el primer y único congreso de la Unión de Mujeres de África Occidental (Union des femmes de l'Ouest africain) en Bamako, intentando a través de esta organización mantener un movimiento de mujeres panafricano. La delegación guineana presidida por Loffo Camara, secretaria de Estado de asuntos sociales, Fatou Aribot, Diané Niankorya, Sow Nimba Bah y Jeanne Martin Cissé como educadoras. Pero la prioridad estaba en la lucha política por la independencia y la descolonización, y algunos temas planteados, en particular la lucha contra la poligamia y contra la mutilación genital, topan en Conakry, con la resistencia de los militantes de base del partido.   
Más tarde en 1962 fue una de las fundadoras y primera Secretaria General de la Organización Panafricana de Mujeres para fomenter la igualdad en los estados africanos, erradicar la violación de los derechos humanos e impulsar la lucha de las mujeres para participar en la toma de decisiones en política, economía, cultura y espacios sociales  
Tras la Operación Mar Verde del 22 de noviembre de 1970. Su propio esposo, Ansoumane Touré, así como activistas cercanas a ella como Loffo Camara, quien la acompañó a Bamako en 1959, fueron arrestados, encarcelados en el campo de Boiro y murieron allí pocos meses después.  
En el ámbito partidista fue elegida por la dirección de Camayenne, barrio de Conakry en 1961 acaba por formar parte del comité central, después de la Dirección Política Nacional del Partido (1971) siendo también elegida en el Parlamento en 1968.  

### Trayectoria diplomática
En la década de 1970, alejada de la política interna de Guinea, se dedicó principalmente a la acción diplomática. Fue Secretaria General de la Organización Panafricana de Mujeres 1962 a 1974, primero con sede en Bamako y posteriormente a Argel hasta 1974 momento en el que se retira de la organización a causa de sus múltiples mandatos. En la organización defiende posiciones que articulan maternalismo, panafricanismo y anticolonialismo.
De 1961 a 1969 asiste cada año a la sesión de la Asamblea General de Naciones Unidas, es delegada de la Comisión de la Condición Jurídica y Social de la Mujer, con sede en Ginebra, durante 6 años (de 1963 a 1969) y en la Comisión de Naciones Unidas encargada de asuntos humanitarios.   
Su experiencia le avala para que el 7 de agosto de 1972, sea nombrada representante permanente de Guinea ante las Naciones Unidas siendo la primera mujer que asume este puesto. Pocos meses después, el 1 de noviembre de 1972 se convirtió también en la primera mujer que asume la presidencia del Consejo de Seguridad de la ONU, representando a Guinea como miembro no permanente del Consejo. En ese momento otras dos mujeres habían sido pioneras en asumiendo la Asamblea General de Naciones Unidas: Vijaya Lakshmi Pandit (India), en 1953 y Angie Brooks (Liberia), en 1969.  
En sus memorias sobre este periodo señala en sus memorias escritas en 2009: «la militante que yo era se daba cuenta del peso de las alianzas políticas y de los intereses, no de los países sino con frecuencia de los jefes que dirigían estos países. Me daba cuenta de entrada de la importancia de las relaciones y del impacto de las grandes potencias sobre los acontecimientos que vivíamos. Era desgraciada y empeaba a perder mis ilusiones con el sentido real de la justicia». En sus memorias no menciona sin embargo la situación interna de su propio país que en este periodo atraviesa varios complots en los que son detenidos gran parte de las élites del país, incluido su marido Ansoumane Touré que muere en prisión.
En 1974, fue elegida presidenta del Comité Especial de las Naciones Unidas contra el apartheid. Realizó varios viajes a Europa, Asia y América Latina, para apoyar al Congreso Nacional Africano a nivel internacional  . 
En 1975 recibió el Premio Lenin Peace por su carrera dedicada a a mejorar las condiciones de las mujeres africanas.
En 1976, regresó a Guinea a petición del presidente para formar parte del gobierno como ministra de Asuntos Sociales cargo que asumió hasta 1984. Se dedicó especialmente a la educación de la mujer. Después de la muerte de Sékou Touré, fue arrestada a principios de abril de 1984 sin juicio hasta mayo de 1985 que fue liberada junto a trece exministros o secretarios de Estado, cinco altos funcionarios, la hija mayor del antiguo presidente, Aminata Touré, el antiguo Estado Mayor del Ejército, y otros diez militares. Según un comunicado oficial, la liberación de estas personalidades se justificó por la ausencia de cargos. Pero esta decisión de las autoridades no impidió un nuevo encarcelamiento, por unos días, tras el fallido golpe de Estado del coronel Diarra Traoré en julio de 1985. Habiendo renunciado en un principio a cualquier papel político en Guinea, decidió abandonar su país tras su segunda liberación en julio de 1985 trasladándose primero a Senegal y luego a Estados Unidos. En 1988, sin embargo, aceptó asociarse con el Comité de Solidaridad Internacional en favor de las mujeres y la infancia en África austral llevando a cabo una misión final en los campos de refugiados de Zambia y Zimbabue . En 2008, escribió su autobiografía, titulada La fille du Milo , y se negó a comentar sobre el régimen dictatorial de Sékou Touré. El Milo es un río que atraviesa su región natal, en la Alta Guinea, afluente del río Níger. 
Murió el 21 de febrero de 2017 en Conakry.

## Vida personal
Tuvo seis hijos.

## Publicación
- La fille du Milo, autobiografía, Éditions Présence Africaine, París, 2009.